# 빅토르 마르킨
빅토르 표도로비치 마르킨(러시아어: Виктор Фёдорович Маркин, 1957년 2월 23일 ~ )은 전 소비에트 연방의 육상 선수로 1980년 모스크바 올림픽 2관왕이다.
노보시비르스크주 우스트타르크스키 구역에서 태어나 고등학교를 졸업하고 의학 연구소의 소아청소년과에 들어갔다. 19세 때 육상을 시작한 마르킨은 모스크바 올림픽이 열릴 때까지 잘 알려지지 않았다.
1980년 4월 27일 소치에서 45.34초의 새 개인 전력을 세웠고, 7월 초순에는 레닌 중앙 경기장에서 45.34초를 달렸다. 올림픽 400m 결승전에서 44.60초의 유럽 기록을 세워 금메달을 획득하였으며, 1600m 릴레이에서 최종주자로서 우승을 이끌었다.
스포츠에서 휴식을 취하고 의학을 공부하다가, 1982년 유럽 선수권 대회에 돌아와 400m와 1600m 릴레이에서 2개의 동메달을 땄다. 이듬해 헬싱키에서 열린 세계 육상 선수권 대회에서는 400m 결승전에 나온 단 하나의 소비에트 연방 선수로서 동메달리스트 미국의 선더 닉스에게 가까운 차이로 패하였다. 그러나 대회의 제일 마지막 종목이었던 1600m 릴레이에서 기대하지 못한 승리를 거두었다.
1984년 로스앤젤레스 올림픽에 동구권의 보이콧을 듣고 육상에서 정식 은퇴하기로 결정하였다.